# Torneo de Pune 2018
El Tata Open Maharashtra 2018 fue un evento de tenis de la ATP World Tour 250 serie, se disputó en Pune (India) desde el 1 hasta el 6 de enero de 2018. Fue la primera edición del torneo en esta ciudad después de que se trasladó de Chennai a Pune.

## Distribución de puntos
| Modalidad            | Campeón | Finalista | Semifinales | Cuartos de final | 2ª ronda | 1ª ronda | Clasificados | 2ª ronda de clasificación | 1ª ronda de clasificación |
| Individual masculino | 250     | 165       | 100         | 50               | 25       | 0        | 13           | 7                         | 0                         |
| Dobles masculino     | 250     | 150       | 90          | 45               | 20       | 0        | -            | -                         | -                         |

## Cabezas de serie

### Individuales masculino
| Tenista               | Ranking | Preclasificado |
| Marin Čilić           | 6       | 1              |
| Kevin Anderson        | 14      | 2              |
| Roberto Bautista      | 20      | 3              |
| Benoît Paire          | 41      | 4              |
| Robin Haase           | 42      | 5              |
| Jiří Veselý           | 62      | 6              |
| Mikhail Kukushkin     | 74      | 7              |
| Pierre-Hugues Herbert | 81      | 8              |

- Ranking del 25 de diciembre de 2017.[3]

### Dobles masculino
| Tenista                             | Ranking | Preclasificado |
| Robert Lindstedt Franko Škugor      | 114     | 1              |
| Robin Haase Matwé Middelkoop        | 117     | 2              |
| Hans Podlipnik Andrei Vasilevski    | 119     | 3              |
| Rohan Bopanna Jeevan Nedunchezhiyan | 120     | 4              |

## Campeones

### Individual masculino
Gilles Simon venció a  Kevin Anderson por 7-6(7-4), 6-2

### Dobles masculino
Robin Haase /  Matwé Middelkoop vencieron a  Pierre-Hugues Herbert /  Gilles Simon por 7-6(7-5), 7-6(7-5)